# Бёлер, Штефани
Штефани Бёлер (нем. Stefanie Böhler; 27 февраля 1981, Бад-Зекинген, Баден-Вюртемберг, ФРГ) — немецкая лыжница, призёрка Олимпийских игр и чемпионата мира. Все свои медали завоевала в составе эстафеты.
В Кубке мира Бёлер дебютировала в 2001 году, в декабре 2006 года одержала первую победу на этапе Кубка мира в эстафете. Всего на сегодняшний момент имеет 3 победы на этапах Кубка мира, все командных соревнованиях. Лучшим достижением Бёлер в общем итоговом зачёте Кубка мира является 14-е место в сезоне 2008-09.
На Олимпиаде-2006 в Турине завоевала серебро в эстафете, кроме того показала следующие результаты: дуатлон 7,5+7,5 км - 28-е место, 10 км классикой - 38 место, масс-старт 30 км - 20-е место, спринт - 20-е место.
На Олимпиаде-2010 в Ванкувере стартовала в трёх гонках: 10 км коньком - 23-е место, дуатлон 7,5+7,5 км - 36-е место, масс-старт 30 км - 18-е место.
За свою карьеру принимала участие в четырёх чемпионатах мира, завоевала серебро на чемпионате-2007 в эстафете. Также выступила на чемпионате мира по лыжным видам спорта среди военных 2008 года в обычных лыжных гонках, где выиграла «серебро» в командном зачёте гонки на 10 км, и в биатлоне, где добилась аналогичного успеха в гонке патрулей (была «лидером» команды — нестреляющим бегуном).
Использует лыжи производства фирмы Fischer.